# Cukrodárné rostliny
Jako cukrodárné rostliny jsou označovány rostliny schopné tvořit a ukládat sacharidy, zejména sacharózu, v množství a formě, které umožňuje jejich ekonomické využití. Přestože je cukr důležitou energetickou potravinou, je jeho produkce z většiny závislá na jediném druhu – cukrové třtině. Cukrodárné rostliny se pěstují na přibližně 2 % obdělávané půdy.
Za cukrodárné rostliny se nepovažují plodiny ani jejich ovoce používané druhotně k produkci ovocných cukrů glukózy a fruktózy, ale primárně sloužící k přímé konzumaci nebo jinému zpracování.
Hlavní cukrodárné rostliny pokrývají celosvětovou spotřebu cukru z 98 až 99 %.

## Cukrová třtina
Cukrová třtina (Saccharum officinarum) z čeledi lipnicovitých (Poaceae) má rozhodující podíl na světové produkci cukru. Pochází nejspíš z Nové Guineje, kde byla pěstována již v starověku. Nyní se pěstuje v tropech celého světa a šlechtí se odrůdy vhodné i do subtropů. Stéblo může obsahovat až 22 % sacharózy. Může se získat až 24 tun cukru z ha v dvouletém pěstebním cyklu. Pěstuje se v 113 zemích. Její podíl na produkci cukru se zvyšuje, v současnosti dosahuje okolo 80 až 85 % světové produkce cukru. Celková podukce vzrostla v období 1961 až 2006 více než trojnásobně.

## Řepa cukrová
Cukrová řepa (Beta vulgaris subsp. esculenta var. altissima) patří do čeledi merlíkovitých (Chenopodiaceae). Pěstuje se jako jednoletá rostlina v zemích mírného pásma, především v Evropě, dále omezeně v subtropech. Je výrazně mladší kulturní rostlinou než třtina, první cukrovary na zpracování řepy cukrové vznikaly až koncem 18. století. (Strojní cukrovary v té době představovaly vrcholný technický výrobek. Pěstování cukrové řepy a potřeba jejího zpracování přispěly k rozvoji strojírenství v Českém království, které se tak stalo nejvíce průmyslově rozvinutou částí Rakouské monarchie.) Obsah sacharózy je výrazně nižší oproti cukrové třtině, do 10 %. Hektarové výnosy dosahují 5 tun cukru z ha. Pěstuje se zhruba v 70 zemích. Za období 1961–2006 celková produkce vzrostla asi jen o 60 % a podíl na světové produkci cukru poklesl z přibližně jedné třetiny na 20 až 14 %.

## Vedlejší cukrodárné rostliny
Vedlejší cukrodárné rostliny poskytují převážně sladkou šťávu, která se často používá surová, zahušťuje se na sirupy, nebo se odpařuje na surový cukr. Čistý rafinovaný cukr se připravuje jen zřídka. Podíl na světové produkci cukru se pohybuje okolo 1 až 2 %.

### Javory
Javory jsou listnaté opadavé stromy z čeledi mýdelníkovitých (Sapindaceae). Některé druhy roní na jaře sladkou mízu. Získává se z povrchového poranění tenké kůry stromů. Je známá jako javorový sirup a je zdrojem pro přípravu sladidel a nápojů. Čerstvá míza obsahuje až 6 % sacharózy, dále v menším množství ovocné cukry fruktózu a ke konci sklizně glukózu. Vzhledem k obsahu kyseliny jablečné je javorový sirup mírně kyselý. V 17. a 18. století byl javorový sirup pro evropské osadníky hlavním a dostupným zdrojem cukru, neboť dovoz třtinového cukru z Karibiku byl obtížný.
Výroba javorového sirupu se dělí na dvě oblasti, Kanadu a USA, které se liší zastoupením jednotlivých druhů javorů. Kanada produkuje cca 4/5 světové produkce javorového sirupu, v roce 2004 to bylo 26,5 milionu litrů, většinou v provincii Quebec. Ve Spojených státech amerických se nejvíce javorového sirupu vyrábí ve Vermontu (4,3 milionu litrů v roce 2011), následují státy New York (0,56 mil. litrů) a Maine (0,36 miliónů litrů). Mimo Severní Ameriku se menší množství javorového sirupu vyrábí v Jižní Koreji a v Japonsku.
Hlavním zdrojem javorového sirupu jsou tři druhy, javor cukrový (Acer saccharum), dále pak javor černý (Acer nigrum), někdy považovaný jen za varietu javoru cukrového a symbol Kanady – javor červený (Acer rubrum).
Další javory takto využívané jsou javor stříbrný (Acer saccharinum), který roste v USA i Kanadě, dále javor velkolistý (Acer macrophyllum). V Manitobě roste javor jasanolistý (Acer negundo) poskytující lokální, chuťově specifický Manitobský javorový sirup.
Historicky je z Českých zemí uváděno získávání javorové šťávy z domácího javoru mléče (Acer platanoides) a v sadech a parcích občas vysázených introdukovaných druhů javoru tlustoplodého (Acer dasycarpum), dnes řazeného k javoru stříbrnému (Acer saccharinum) a javoru jasanolistého (Acer negundo).
V Severní a Severovýchodní Evropě byla obdobně využívána míza bříz, zejména břízy bělokoré (Betula pendula) k výrobě březového sirupu z březové šťávy. Obsah cukrů v míze břízy je nízký, jen okolo 1 až 2 %. V Severní Americe je takto využívána bříza papírovitá (Betula papyrifera).

### Palmy
Palmy patří do čeledi arekovitých (Arecaceae), mají rozložitá a dlouhotrvající květenství, která jsou vyživována silným přítokem mízy s vysokým obsahem cukru. Květní stvoly se nařezávají a dlouhodobě se odebírá sladká míza. Šťáva, případně mírně zkvašená na palmové víno, se obecně nazývá toddy. Zkvašením a destilací se získává palmový likér – arak. Octovým kvašením vzniká palmový ocet. Odpařením vody a krystalizací se získává surový cukr. Palmy jsou široce využitelné rostliny a druhy poskytující cukernatou mízu mají ještě další široké využití. U mnoha druhů využití palmy k produkci cukru konkuruje jiným využitím, především s dopěstováním užitečných plodů.

#### Arenga cukrodárná
Arenga cukrodárná (Arenga pinata syn. Arenga saccharifera), starší název gomut cukrodárný, roste na Filipínách, Molukách, Havaji, v Indonésii, Indii a východní Africe. Kmen je 8 až 15 m vysoký, s růžicí lichozpeřených, tmavozelených listů, až 5 m dlouhých. Latovité květenství nese různopohlavní květy, plod je dužnatá peckovice se třemi semeny. Sladká míza získaná naříznutím stonku květenství obsahuje 5 až 7 % sacharozy. Krystalizací se získává načernalý palmový cukr zvaný gaulaitam. Arenga má další využití na saláty z mladých listů, škrob z dužiny kmene, jedlá semena, jako textilní rostlina.

#### Lontar vějířovitý
Lontar vějířovitý (Borassus flabelliformis), známý též jako palmyra nebo deleb, je široce rozšířen v tropických oblastech světa, v Americe je nepůvodní, pěstovaný. Dvoudomá palma má štíhlý, 15 až 30 m vysoký kmen, který se někdy nahoře lahvovitě rozšiřuje. Nese hustou korunu vějířovitých listů až 3 m dlouhých. Květy jsou dvoudomé, plody jsou velké peckovice se třemi semeny.
Sladká míza, zvaná též nirah, se získává postupným ořezávaním ještě nerozvinutých palic samčích květenství. Stonky roní 2 až 4 litry šťávy denně až po dobu půl roku, celkem mohou dát i několik hektolitrů. Krystalizací vzniká nahnědlý cukr zvaný jagara nebo cukr lontarový. Vyrábí se také palmové víno, nebo se zkvašuje na ocet. Míza obsahuje i uhlovodany a někdy slouží i k základní výživě, dle tradice mají 4 palmy poskytnout dostatek potravy menší rodině. Lontar je vedle datlovníku a kokosovníku jednou z nejužitečnějších a nejšíře využitelných palem.

#### Nypa
Nypa fruticans je plazivá palma z bahenních brakických oblastí Asie a Ameriky. Vytváří husté pobřežní porosty. Má plazivý až zakrnělý kmen nesoucí růžici až 8 m dlouhých zpeřených listů. Květenství nese jednopohlavní květy samčí i samičí. Jednosemenné plody srůstají v palicovité souplodí.
Sladká míza se získává nařezáním stopky plodenství na počátku tvorby plodů. Obsahuje až 17 % sacharidů. Krystalizací vzniká nahnědlý cukr, zvaný gula malacca. Z mízy se vyrábí palmové víno, destiluje se na arak, zkvašuje se na ocet. Z 1 ha nypového porostu lze získat 3 tuny cukru. Ceněnou pochoutkou je tzv. třípalmový pudink z nypového cukru, kokosového mléka a škrobu ze ságové palmy.
Nypa je známá z třetihorních zkamenělin až 100 milionů let starých, včetně pobřeží třetihorních moří na území dnešní Evropy. Jedná se tedy o živou fosilii.

#### Palma olejná
Palma olejná (Elaeis guineensis) je primárně pěstována pro produkci na dlouhověkých plantážích pro kvalitní olej z olejnatých semen. Toddy se získává buď ze samčích květenství, nebo nařezáním palmy pod vegetačním vrcholem, případně se palma porazí a šťáva se získává z ležících stromů. Získává se až 4 000 l šťávy z ha ročně. Odřezané mladé vrcholy se připravují jako lahůdkové palmové zelí.

#### Ostatní palmy
K produkci cukrodárné šťávy a palmového vína se lokálně používají i další palmy. Z rodu Raphia, pěstovaném pro lýková vlákna, je to např. rafie západoafrická (Raphia vinifera). Dále se takto využívá vláknodárná karyota žahavá (Caryota urens), divoce rostoucí palma Astrocaryum vulgare z Amazonie, široce využitelná Mauritia flexuosa a také datlovníky. Kokosová palma kokosovník ořechoplodý (Cocos nucifera) poskytuje z mladých nerozvinutých květenství kvalitní a ceněnou šťávu o obsahu až 15 % sacharidů, avšak upřednostňuje se produkce kokosových ořechů.

### Mana
Za manu se považuje produkt více druhů rostlin. Nejde o kapalnou šťávu, ale o ztuhlou mízu s vysokým obsahem cukrů. V horku nebo při poranění roněná míza ztuhne v drobné krůpěje, které sesycháním dostávají až šupinovitý tvar. Produkci mízy napomáhá poranění parazitickým hmyzem. Výrony many jsou sklízeny seškrabováním. Výsledný produkt se vyznačuje vysokým obsahem cukru. Hlavní manodárné rostliny jsou manovec mouřenínský a tamaryšek manový. Ve Střední Evropě byla často jako mana prodávána též ztuhlá míza jasanu zimnáře. Starší forma pravopisu je manna.

#### Manovec mouřenínský
Manovec mouřenínský (Alhagi maurorum) z čeledi bobovitých (Fabaceae) roste v aridních oblastech Egypta, Sinaje, Sýrie až po Írán. Xerofytní trnitý keř má redukované olistění a růžové kvítky. Větévky roní sladkou pryskyřici, která tuhne v červená zrnka známá jako židovská mana nebo perská mana.

#### Tamaryšek manový
Tamaryšek manový (Tamarix mannifera), dnes považovaný za varietu tamaryšku galského (Tamarix gallica var. mannifera), z čeledi tamaryškovitých (Tamaricaceae) roste v aridních oblastech Egypta, Sinaje, v Íránu. Na keři parazituje červec Coccus manniparus. Poraněné větévky roní v obraně sladkou tuhnoucí šťávu známou jako mana.

#### Jasan zimnář
Jasan zimnář (Fraxinus ornus) z čeledi olivovníkovitých (Oleaceae), známý též jako jasan manodárný, je rozšířen v jižní Evropě. Původní oblast výskytu zasahuje na severu až na jižní Slovensko, kde roste v teplomilných doubravách. V České republice není původní, byl zde však v minulosti vysazován. V horkém počasí roní mízu, která tuhne v žlutavé, sladké krůpěje – manu. Tuhnoucí míza vytváří jednotlivé krůpěje nebo delší provazce. Produkci mízy napomáhá napadení stromu křísem mannovým (Cicada orni). Tradičně byl pěstován na Sicilii a v Kalabrii. Hlavní součástí této many není sacharóza, ale cukr mannitol (50 až 80 %). Mannitol má mírný projímavý účinek.

#### Blahovičníky
Blahovičníky známé též jako eukalypty Eucalyptus mannifera a Eucalyptus resinifera z čeledi myrtovitých (Myrtaceae) rostou v Austrálii. Kůra a listí vypocuje tuhnoucí kapky ve tvaru velkých šupin. Kdysi byly dodávány do obchodů pod názvy manna novohollandská čili australská.

#### Zblochan
Zblochan vzplývavý (Glyceria fluitans) z čeledi lipnicovitých (Poaceae) byl lokálně znám jako polská nebo pruská manna. Místní obyvatelé ve Východním Prusku, Slezsku a Polsku nazývali manou omleté obilky, z nichž si připravovali rozmanité pokrmy. Dle obsahu sacharidů a užití však mezi cukrodárné rostliny nepatří.

### Třtiny
Třtiny jsou trávy z čeledi lipnicovitých (Poaceae). Kromě základního druhu třtiny cukrové (Saccharum officinarum) a jejích hybridů se lokálně pěstují další druhy třtin. Mají jen omezený význam a nižší obsah cukru.

#### Třtina čínská
Třtina čínská (Saccharum sinense) se pěstuje v Číně, Indii a Indočíně. Pěstuje se pro produkci cukru i když jeho kvalita a obsah jsou nízké. Tento druh je odolný proti virozám a gumozám, proto se používá pro šlechtění třtiny cukrové.

#### TřtinaSaccharum barberi
Třtina Saccharum barberi se pěstuje v severní Indii a Pákistánu. Chladuvzdorný druh lze pěstovat i v jižních oblastech mírného pásma. Obsah cukru je vysoký, ale nízká stébla poskytují jen malé hektarové výnosy.

#### TřtinaSaccharum spontaneum
Třtina Saccharum spontaneum roste planě v Bengálsku a Pandžábu. Obsah cukru je velmi nízký. Je odolná vůči suchu a chorobám, a proto se využívá při šlechtění. Používá se též jako krmivo.
Další pěstované druhy třtin Saccharum robustum a Saccharum edule se používají na krmivo, jako cukrodárné rostliny nemají význam.

### Obilniny
Obilniny, stejně jako třtiny patří do čeledi lipnicovitých (Poaceae). Obsah sacharidů v obilkách je až 70 %, jsou to však především polysacharidy. Některé druhy obilovin mají i významný obsah sacharózy.

#### Čirok cukrový
Čirok dvoubarevný (Sorghum vulgare var. saccharatum) se omezeně pěstuje v USA a některých zemích Afriky a Asie. Stébla obsahují v dřeni až 9 % sacharózy. Ze stébel se lisuje šťáva, ze které se vyrábí sirup a alkoholické nápoje. Slouží i jako krmná a silážní rostlina. Spolu s dalšími varietami tvoří soubor široce využitelného druhu (obilnina, pícnina, technická rostlina) prastarého původu.

#### Proso cukrové
Proso cukrové (Panicum saccharatum) obsahuje významné množství sacharózy v obilkách. Tradičně se obilky zkvašují na alkoholické nápoje. V Německu probíhají zkoušky využití prosa cukrového jako cukrodárné rostliny. Je již zkoušena vhodná metoda pěstování, mladé rostliny se vysazují do strniště po ozimé pšenici. Dle výzkumníků lze v příznivých letech získat v podmínkách střední Evropy výnosy cukru, které jsou podobné jako výnosy cukrové řepy.

### Sevlák cukrový
Sevlák cukrový (Sium sisarum) je vytrvalá bylina z čeledi miříkovitých (Apiaceae), původem z Asie. Pěstuje se v Číně, Japonsku, Vietnamu. Historicky se pěstoval v Evropě již v Říši římské, v novověku byl více pěstován v Porýní. Sevlák je až 1 m vysoká bylina s listy jednoduše lichozpeřenými, postranní lístky jsou kopinaté až vejčité, s pilovitým okrajem. Květy jsou drobné, bílé, typicky okoličnaté.
Rozvětvené dužnaté kořeny obsahují 6 až 8 % cukru. Kromě získávaní cukru se zkvašovaly a destilovaly na specifickou kořalku. Též se pojídaly jako čerstvá zelenina, výživná a lehce stravitelná, nebo se sušily.

### Řasa čepelatka
Čepelatky jsou skupina rodů hnědých řas (Phaeophyceae). Čepelatky jsou široce rozšířeny v chladných, mírných i teplejších slaných vodách Euroasie. Rostou ve hloubce 8 až 30 m a dosahují délky 2 až 6 m. Řasa Čepelatka jedlá (Laminaria esculenta) je především známa a pěstována jako zelenina. Další dva druhy jsou sbírány pro produkci cukru. Je to čepelatka cukrová (Saccharina latissima, starší název Laminaria saccharina) a asijská čepelatka (Saccharina japonica, starší název Laminaria japonica). Čepelatky obsahují ve stélce cukr mannitol, který na sušených rostlinách tvoří na povrchu bílý sladký prášek. V Anglii je známa jako Sugar Kelp. V Norsku dříve tyto řasy sbírali a vyvářeli z nich druh sirupu, jímž sladili pokrmy jako cukrem. Obdobně byly tyto řasy užívány v Japonsku, Koreji, Číně a dalších oblastech Asie. Největším pěstitelem je Čína, dále Jižní Korea a to i pro jiné způsoby využití.

## Ovoce, inulin, sladidla
Ovoce a rostliny poskytující inulin a sladidla se obecně neřadí mezi cukrodárné rostliny, ale jsou ve vztahu k nim jako substituenty (náhražky).

### Ovoce
Některé druhy ovoce jsou kromě přímé konzumace a zpracování obvyklé pro ovoce využívány pro produkci cukrů, především glukózy a fruktózy. Z datlí se zpracovává datlový sirup, konzistencí podobný tmavému medu, s ovocnou, lehce navinulou příchutí. Na sladidlo se zpracovávají přebytky fíků. Nejčistší fruktóza se získává z hroznů, plodů révy vinné, ovšem nejrozšířenější je výroba vysokofruktózních sirupů z cukrových odrůd kukuřice.

### Inulin
Inulin je polyfruktózan neboli fruktan, složený zhruba z 80 % fruktózy a 20 % glukózy. Poskytuje energetický zdroj. Tvoří se při asimilačních pochodech obdobně jako škrob. V množství 30 až 80 g denně jej člověk spotřebovává bez nároků na inzulín. To je výhodné pro diabetiky a může se proto uplatnit v léčení i prevenci cukrovky. Inulin se extrahuje z hlíz nebo kořenů, výsledkem je směsný roztok fruktózy a glukózy, sirup. Inulin poskytují zejména čekanka, topinambur a jakon, všechny z čeledi hvězdnicovitých (Asteraceae).

#### Čekanka obecná
Čekanka obecná (Cichorium intybus) poskytuje zejména kořen. Kořen čekanky obsahuje především inulín, obsah fruktózy je nízký, avšak její obsah stoupá při sušení. Inulín se tvoří v listech při asimilačních pochodech podobně jako škrob. V čerstvé hmotě kořenů se nachází 14–17 % inulínu a asi 1,5–2 % fruktózy. K předním pěstitelům náleží Francie, Belgie a Rakousko.

#### Topinambur
Topinambur, známý též jako slunečnice hlíznatá (Helianthus tuberosus), je v současnosti znovu pěstovaná škrobodárná hlíznatá rostlina. V českých zemích se široce pěstovala před zavedením brambor. Hlízy obsahují 12 až 20 % cukrů (inulín, fruktózu, glukózu). Největším pěstitelem v Evropě je Francie. Na rozdíl od brambor jsou hlízy zimovzdorné, nevyžadují přihrnování zeminy (kopčení), nadzemní část je ozdobnou květinou a lze je snadno pěstovat i v malé zahrádce.

#### Jakon
Jakon (Smallanthus sonchifolius, synonymum Polymnia sonchifolia) je méně známá plodina pěstovaná pro produkci inulínu a fruktózy. Původem je to plodina civilizace Inků. V čerstvé hmotě kořenových hlíz se nachází 11 % sacharidů, především polyfruktózanů. Pěstuje se v Evropě zejména v Itálii, v dalších oblastech jižní Evropy, ale i v Německu, USA, Japonsku a na Novém Zélandu. Technologie pěstování i metoda množení rostlinnými explantáty je ověřována.

### Sladidla
Sladidla se vyznačují tím, že nemají energetickou hodnotu, ale aktivují pocit sladké chuti. Jsou vhodné pro diabetiky, neboť nevyžadují potřebu tvorby inzulínu.

#### Stévie sladká
Stévie sladká (Stevia rebaudiana) z čeledi hvězdnicovitých (Asteraceae) poskytuje z listů přírodní sladidlo steviosid, což je komplex více diterpenických glykosidů. Sladká chuť je doprovázena chutí hořkou, používá se proto v kombinaci s jinými sladidly. Jako sladidlo byla používána již Indiány z kmene Guaraní. Přepočteno na sladivost poskytuje stévie asi dvacetinásobné výnosy na hektar ve srovnání s cukrovou řepou.

#### Synsepalum dulcificum
Synsepalum dulcificum je dřevina z čeledi zapotovitých (Sapotaceae) rostoucí v Africe. Červené peckovice mají sladkokyselou chuť. Po jejich požití po dobu 1 až 3 hodin veškerá další i velmi kyselá potrava chutná sladce. Jsou užívány domorodci.

#### Luo-chan-kuo
Luo-chan-kuo (Siraitia grosvenorii) je popínavá bylina z čeledi tykvovitých (Cucurbitaceae). Výtažek z plodů je třistakrát sladší než cukr a používá se jako přírodní nízkokalorické sladidlo v Číně. Rostlina je ve volné přírodě vzácná a převažuje pěstovaná forma. Pěstuje se pro plody, ze kterých se připravuje chlazený nebo teplý nápoj.
Původní je na jihu Číny, kde se též nejvíce pěstuje.